# 天慶 (日本)
天慶（938年6月22日~947年5月15日）是日本的年號。使用這年號之日本天皇是朱雀天皇與村上天皇。

## 改元
- 承平八年五月廿二（938年6月22日） ：改元。
- 天慶十年四月廿二（947年5月15日） ：改元天曆。

## 出處
- 《漢書卷五十八·公孫弘卜式寬列傳第二十八·兒寬》：「先是，司馬相如病死，有遺書，頌功德，言符瑞，足以封泰山。上奇其書，以問寬，寬對曰：「陛下躬發聖德，……唯天子建中和之極，兼總條貫，金聲而玉振之，以順成天慶，垂萬世之基。」上然之，乃自制儀， 采儒術以文焉。

## 紀年、干支、西曆對照表
| 天庆 | 元年  | 二年  | 三年  | 四年  | 五年  | 六年  | 七年  | 八年  | 九年  | 十年  |
| ---- | ----- | ----- | ----- | ----- | ----- | ----- | ----- | ----- | ----- | ----- |
| 公元 | 938年 | 939年 | 940年 | 941年 | 942年 | 943年 | 944年 | 945年 | 946年 | 947年 |
| 干支 | 戊戌  | 己亥  | 庚子  | 辛丑  | 壬寅  | 癸卯  | 甲辰  | 乙巳  | 丙午  | 丁未  |